# Quando meno te l'aspetti (film)
Quando meno te l'aspetti (Au bout du conte) è un film del 2013 diretto da Agnès Jaoui, scritto e interpretato insieme al marito Jean-Pierre Bacri.

## Trama
A 24 anni, Laura crede ancora nel Principe azzurro. Quando appare Sandro, un giovane pianista e compositore, esattamente come l'aveva sognato, a parte una balbuzie a cui lei non dà del resto importanza, si convince di aver trovato quello giusto e inizia con lui una storia d'amore. Poco dopo, però, incontra Maxime, un seducente e tenebroso produttore discografico. Lei comincia a chiedersi allora se alcuni principi sono più azzurri di altri.
Pierre, il padre di Sandro, al funerale del proprio padre incrocia una veggente che gli ricorda la data imminente della sua stessa morte, il 14 marzo, che gli aveva già predetto quarant'anni prima. Nonostante sia una persona razionale, questa profezia comincia a ossessionarlo.
Marianne, la zia di Laura, tenta di vivere da sola dopo la rottura di un matrimonio durato molti anni. Sua figlia Nina, scombussolata da questi eventi familiari, è preda di un prurito patologico e ha una crisi religiosa.
Anche Éléonore, Clémence, Jacqueline, Julien e Guillaume hanno poi i loro problemi...